# Clyzomedus vittaticollis
Clyzomedus vittaticollis là một loài bọ cánh cứng trong họ Cerambycidae.